# 云礼石头村
云礼石头村，又称那吉石头村，位于中国广东省江门市恩平市那吉镇西部，是一座古村落。当地房屋、水渠、道路、围墙等皆以石建造而成，颇具特色。2003年，列为恩平市文物保护单位。